# コリン・チェリー
エドワード・コリン・チェリー（英語: Edward Colin Cherry、1914年6月23日 - 1979年11月23日）は、イギリスの認知心理学者。主要な研究は聴覚系に関するものであり、特にカクテルパーティー効果の提唱で知られる。

## 概要
チェリーの主要な業績として挙げられるのが、多くの会話が行われており騒がしい部屋の中でも特定の会話を聞き分けることができるというカクテルパーティー効果の提唱である。彼は、これを研究するためにシャドーイングを用いた実験を行った。被験者は左右の耳から別々の音声メッセージを聞かされ、どちらか一方だけに注意を払うように指示される。被験者は注意を払っている音声をシャドーイングしなければならない。
この実験の結果、チェリーは、被験者は注意を払っていない方のメッセージからはほとんど情報を得ていないということを発見した。被験者は音声の物理的な特徴は検知しているものの、意味的な特徴は検知していない。チェリーはここから、人間はメッセージの物理的な違いを利用してどちらに注意を払うかを選択しており、注意を払っていない音声情報を受け取る際にはほとんど処理していないと結論づけた。

## 生涯
1914年にセント・オールバンズで生まれる。セント・オールバンズ校で学び、1936年にはノーザンプトン大学(現在のシティ)で理学士の学位を得た。戦時中は航空機生産省のもとでレーダーの研究をしていたが、戦後になるとマンチェスター工科大学、そしてインペリアル・カレッジ・ロンドン（ICL）で教鞭を執った。1956年には名誉理学博士となり、1958年のバーナード・プライス記念講演を行った。1958年にはICLで電気通信の教授に任命された。1978年にはマルコーニ国際フェローシップに選出された。主な著書にOn Human Communication（1957）や、World Communication: Threat or Promise（1971）がある。

## 著書
- Cherry, Colin (1985). William Edmondson, ed. The Age of Access - Information Technology and Social Revolution. Croom Helm. ISBN 0709934580.
- Cherry, Colin (1971). World Communication: Threat or Promise. John Wiley.
- Cherry, Colin (1966). On human communication. MIT Press.
- Cherry, Colin (1949). Pulses and transients in communication circuits: an introduction to network transient analysis for television an radar engineers. Chapman & Hall.